# Lars Nilson
Lars Fredrik Nilson (27. svibnja 1840., Skönberga - 14. svibnja 1899., Stockholm) bio je švedski kemičar zaslužan za otkriće skandija 1879. godine.

## Životopis
Nilson je rođen u župi Skönberga u Županiji Östergötland u Švedskoj. Njegov otac Nikolaus bio je farmer. Obitelj se preselila u Gotland kada je Lars Nilson bio mlad. Nakon mature, započeo je studij iz područja prirodnih znanosti na Sveučilištu u Uppsali. Njegov talent za kemiju uočio je njegov profesor iz kemije, Lars Svanberg, bivši student Jönsa Jakoba Berzeliusa.
Nilson je 1874. godine postao izvanredni profesor kemije te je od tada mogao više vremena posvetiti istraživanju. Tijekom rada na rijetkim zemnim metalima, Nilson je 1879. godine otkrio skandij. U tome je razdoblju proučavao i plinsku gustoću metala te je omogućio otkrivanje valencija različitih metala.
Godine 1882. postao je upravitelj Odjela za kemijska istraživanja Švedske kraljevske akademije poljoprivrede i šumarstva. Nakon toga, njegova su istraživanja djelomično krenula novim smjerom. Provodio je istraživanja kravljeg mlijeka i različitih biljaka korištenih za hranidbu stoke.
Nilson je bio član nekoliko akademija te dobitnik nekoliko nagrada, među kojima je i Red polarne zvijezde, švedsko odlikovanje za zasluge Švedskoj.